# Hellmuthia membranacea
Hellmuthia membranacea är en halvgräsart som först beskrevs av Carl Peter Thunberg, och fick sitt nu gällande namn av Richard Wheeler Haines och Kaare Arnstein Lye. Hellmuthia membranacea ingår i släktet Hellmuthia och familjen halvgräs. Inga underarter finns listade i Catalogue of Life.